# Michael Pilgrim
Michael Pilgrim (n. 1947) fue un destacado político santaluciano que se desempeñó como primer ministro interino de la isla tras la renuncia de Winston Cenac.
Asumió el cargo el 17 de enero de 1982 en medio de una grave crisis producto del bloqueo al plan presupuestal de Allan Louisy y la incapacidad del ex primer ministro Winston Francis Cenac para recobrar la estabilidad tras ocho meses en el cargo. Luego de ejercer menos de cuatro meses en el puesto dimitió el 3 de mayo de 1982 a favor de John Compton, líder del Partido Unido de los Trabajadores de Santa Lucía, para así dar paso a un período de quince años de dominio absoluto de los conservadores en la vida política santaluciana.